# Joe Watson
Joseph John Watson (Smithers, 6 luglio 1943) è un ex hockeista su ghiaccio canadese che nel corso della carriera ha giocato in National Hockey League, in particolare con i Philadelphia Flyers insieme al fratello minore Jim.

## Carriera
Watson giocò a livello giovanile per due anni nella lega giovanile del Saskatchewan con gli Estevan Bruins, formazione legata da un accordo con la franchigia dei Boston Bruins, e fu proprio all'interno dell'organizzazione dei Bruins che egli esordì fra i professionisti nella stagione 1963-1964. Giocò per due stagioni con i Minneapolis Bruins in Central Hockey League facendo inoltre il proprio esordio in NHL giocando 4 partite con la squadra di Boston.
Dopo un'altra stagione in CHL con gli Oklahoma City Blazers Watson fu richiamato dai Bruins e disputò l'intera stagione 1966-1967 in National Hockey League. Nell'estate del 1967, rimasto senza un contratto, Watson fu scelto durante l'NHL Expansion Draft dai Philadelphia Flyers, una delle sei nuove franchigie iscritte alla National Hockey League.
Watson giocò a Philadelphia per nove stagioni consecutive diventando un titolare fisso della difesa dei Broad Street Bullies. Nel 1971 lasciò brevemente la squadra a causa di una divergenza sul contratto ma fu subito convinto a ritornare da Bobby Orr, suo amico ed ex compagno di squadra a Boston. A partire dalla stagione 1972-1973 si unì alla squadra il fratello minore Jim, anch'egli difensore.
Watson fu convocato per due edizioni dell'NHL All-Star Game mentre con i Flyers vinse due Stanley Cup consecutive nel 1974 e nel 1975. Rimase con i Flyers fino al 1978 raccogliendo ben 830 presenze e un dato plus/minus totale di +191. La sua avventura con i Colorado Rockies si interruppe già nel mese di novembre a causa di un gravissimo infortunio che lo costrinse al ritiro. Durante una partita contro i St. Louis Blues subì una fortissima carica alla balaustra che fratturò il femore in 14 parti e ruppe a metà la sua rotula. Fortunatamente Watson si ristabilì dall'infortunio e tornò a camminare regolarmente.

## Palmarès

### Club
- Stanley Cup: 2

Philadelphia: 1973-1974, 1974-1975

### Individuale
- CPHL First All-Star Team: 1

1965-1966
- NHL All-Star Game: 2

1974, 1977